# Osek (ort i Tjeckien, Mellersta Böhmen, lat 49,82, long 13,86)
Osek är en ort i Tjeckien.   Den ligger i regionen Mellersta Böhmen, i den centrala delen av landet, 50 km sydväst om huvudstaden Prag. Osek ligger 416 meter över havet och antalet invånare är 746.
Terrängen runt Osek är platt åt nordväst, men åt sydost är den kuperad. Runt Osek är det ganska tätbefolkat, med 52 invånare per kvadratkilometer. Närmaste större samhälle är Příbram, 18,1 km sydost om Osek. I omgivningarna runt Osek växer i huvudsak blandskog.